# Spis ludności w Betlejem

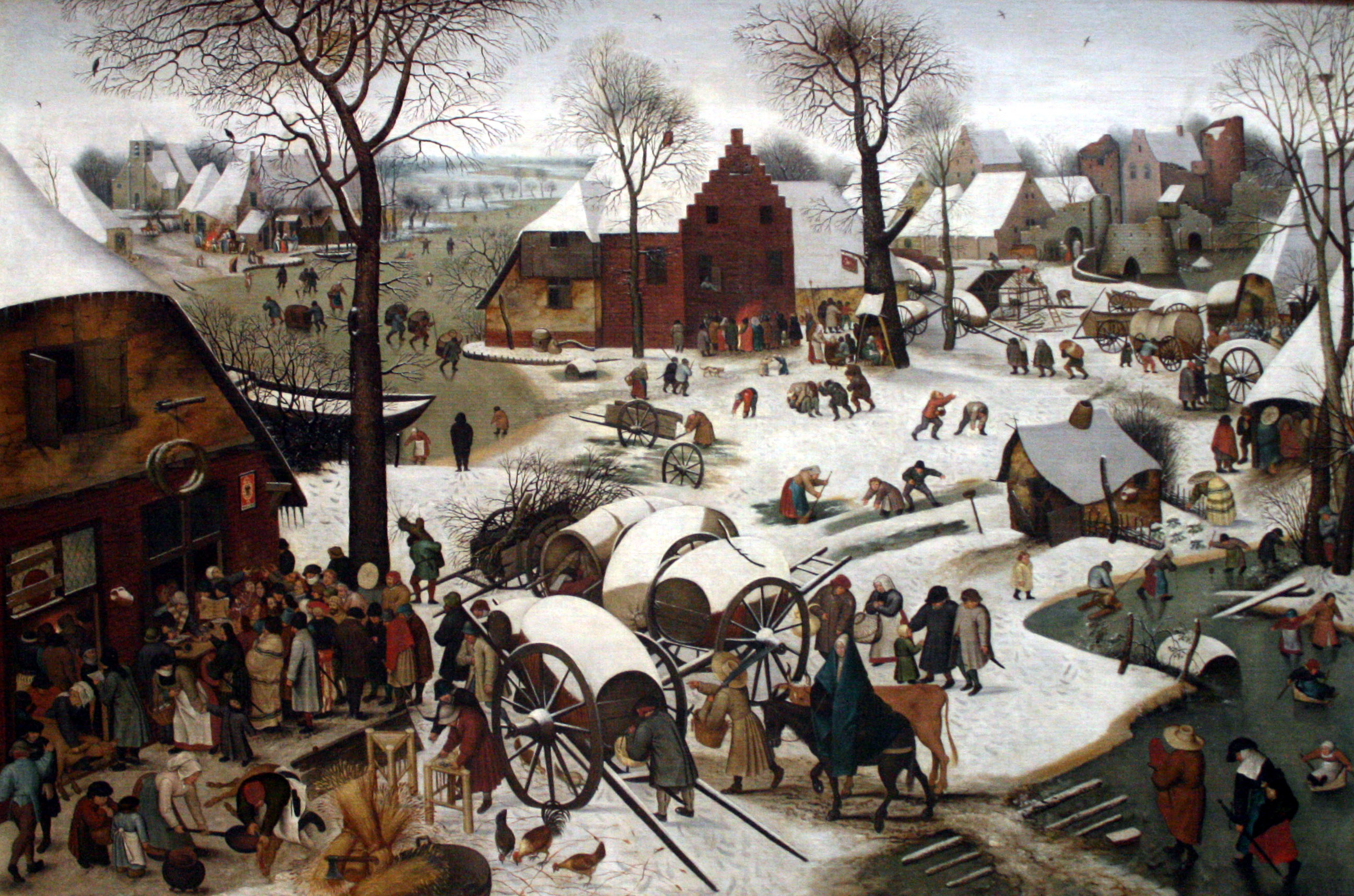
Pieter Bruegel Młodszy, Spłata dziesięciny, 1610, Bruksela, Królewskie Muzea Sztuk Pięknych

Spis ludności w Betlejem – obraz namalowany przez Pietera Bruegla Starszego w 1566 roku. W charakterystyczny dla siebie sposób opisane w Ewangelii świętego Łukasza (Łk 2, 1-5) wydarzenie artysta umiejscowił w zimowej scenerii, którą tworzy typowy dla Niderlandów małomiasteczkowy krajobraz. Dzieło znajduje się w zbiorach Królewskich Muzeów Sztuk Pięknych w Brukseli.

## Wygląd
Namalowany techniką olejną na desce obraz, przedstawia symboliczny widok Betlejem. Nie jest to bynajmniej autentyczny widok miasta w Palestynie, lecz nieznanej, niewielkiej niderlandzkiej miejscowości w zimowej aurze. Zabudowę tworzą liczne drewniane chałupy i niskie ceglane kamienice, ponadto w głębi widać zrujnowany zamek, kościół i zajazd oraz zamarzniętą rzekę (lub jezioro). Miejscowość tętni życiem: na pierwszym planie ukazany został cenzus przeprowadzany przez lokalnych urzędników, którzy przy wejściu do gospody przyjmują podpisy tłumnie zgromadzonych mieszkańców. Ponadto włodarze miasta zajęci są pobieraniem podatku. Na dalszym planie, przy ceglanej kamienicy, widać licznie zgromadzony tłum, stanowiący dopełnienie dla głównej sceny. Nie wszyscy mieszkańcy zaabsorbowani są poleceniem lokalnych władz: część z nich zajmuje się codziennymi obowiązkami, budową chaty, odgarnianiem śniegu, transportem i dystrybucją żywności, połowem ryb, nalewaniem piwa i wina z beczek, przygotowywaniem do ogniska. Zimowe zabawy, takie jak rzucanie śnieżkami, jazda na lodzie i jazda saniami po śniegu stanowią zajęcie dzieci.
Wśród mieszkańców zmierzających z wielu stron do głównego miejsca spisu na pierwszym planie widoczni są Józef i Maria. Ubrany w chłopski strój oblubieniec prowadzi wołu i osiołka, na którym siedzi Maria okryta niemal w całości długim, ciemnobłękitnym płaszczem. Wśród licznych mieszkańców nie wyróżniają się oni szczególnie, a ich identyfikację ułatwiają zwierzęta, które zgodnie z biblijną narracją zostaną następnie zaprowadzone do szopy, gdzie urodzi się Chrystus. Identyfikację Józefa ułatwia piła ciesielska, którą niesie na ramieniu.

## Analiza
Spis ludności w Betlejem jest przykładem syntezy trzech gatunków malarstwa: religijnego, rodzajowego i pejzażowego. Charakterystyczne dla Bruegla łączenie tematów w integralną całość znalazło odbicie w kilku innych dziełach artysty, takich jak np. Rzeź niewiniątek, Pokłon Trzech Króli, Nawrócenie św. Pawła i Ślepcy. Choć Bruegel w Spisie ludności w Betlejem umieścił liczne wielopostaciowe scenki, to jednak namalowanych ludzi nie pozbawił indywidualnych cech. Każdy z nich został oddzielnie opracowany pod względem ubioru, zachowania i kolorystyki. Specyficzne barwy kostiumów, zabudowy i narzędzi pracy kontrastują z jasnymi płaszczyznami śniegu, którego biel zawiera liczne odcienie. Dzięki temu artysta zbudował głęboką przestrzeń, co widoczne jest szczególnie na obszarach usytuowanych za rzeką.
Obraz jest również aluzją do sytuacji w Niderlandach w drugiej połowie XVI wieku i wyraża krytykę wobec ówczesnej władzy, zarówno jej restrykcyjnej polityki i administracji, jak i biurokracji. Dowodem tego jest obecność urzędników pobierających podatki, którzy nie zostali wspomniani w ewangelicznym opisie. Jest to motyw nawiązujący do faktu, iż bogate, rozwinięte gospodarczo Niderlandy musiały płacić wysokie podatki imperium hiszpańskiemu. Rok po namalowaniu Spisu ludności do Niderlandów przybył Fernando Álvarez de Toledo, znany jako książę Alba, który jako namiestnik Niderlandów nakładał wysokie kontrybucje. Na frontonie zajazdu wisi laurowy wieniec, będący symbolem władzy cesarza rzymskiego, a także ówczesnego króla Filipa II należącego do dynastii Habsburgów. Dostrzegalna jest także plakieta z dwugłowym orłem cesarskim. Polityka Habsburgów wzbudzała powszechny sprzeciw wśród mieszkańców Niderlandów.
Namalowany w 1566 roku Spis ludności w Betlejem został trzykrotnie skopiowany przez syna artysty, Pietera Brueghla Młodszego. Pomiędzy kopiami i oryginałami są dostrzegalne niewielkie różnice w detalach. Pieter Bruegel Młodszy kształcił swój warsztat przez wielokrotnie kopiowanie dzieł ojca. Najistotniejszymi różnicami między pierwotną wersją a namalowanymi około 40 lat później kopiami są sygnatury z datami. Piotr Bruegel Starszy w swoim Spisie ludności w Betlejem użył sygnatury „BRVEGEL”, zaś syn „P. BRVEGHEL”.

## Wybrane detale obrazu

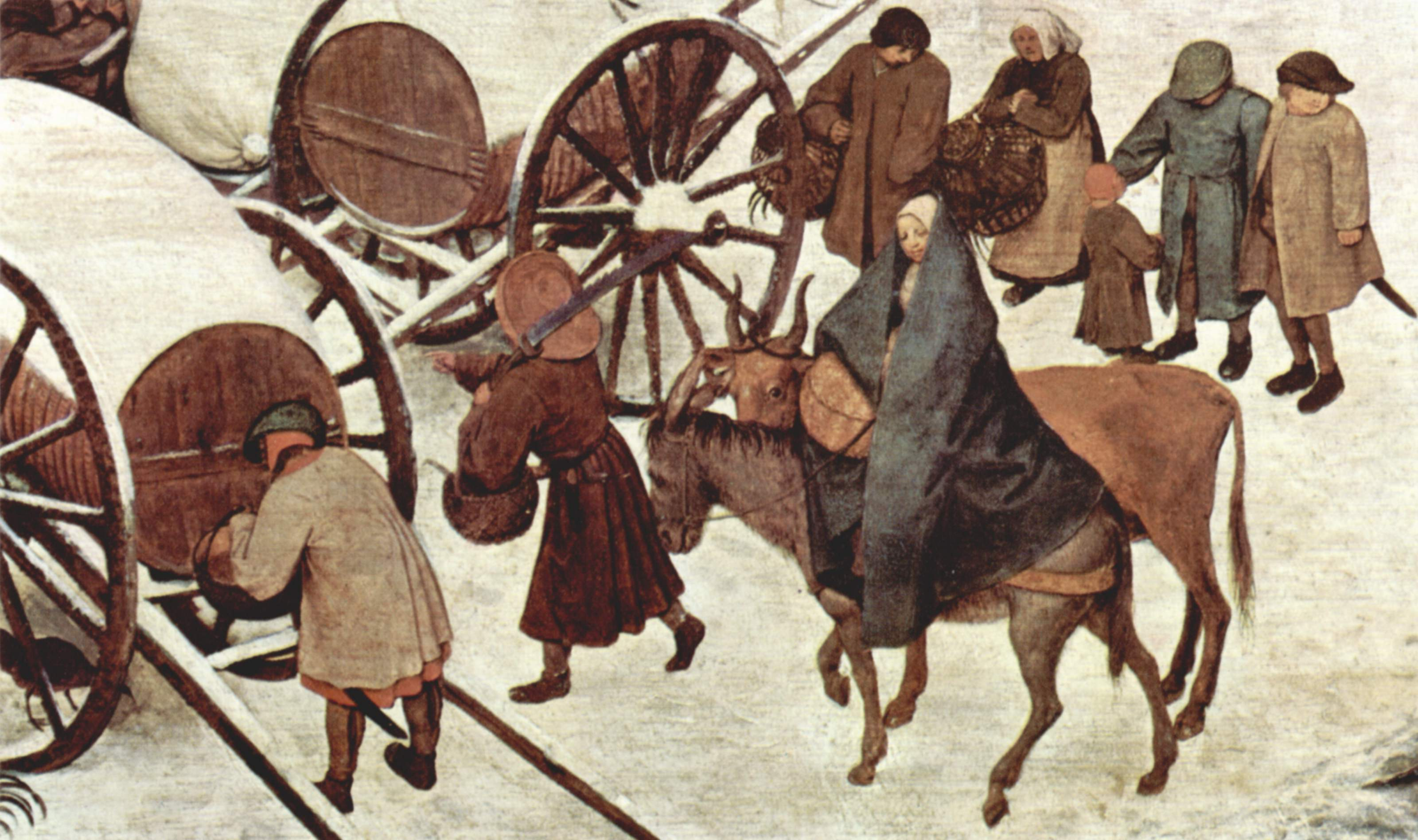
Maria i Józef
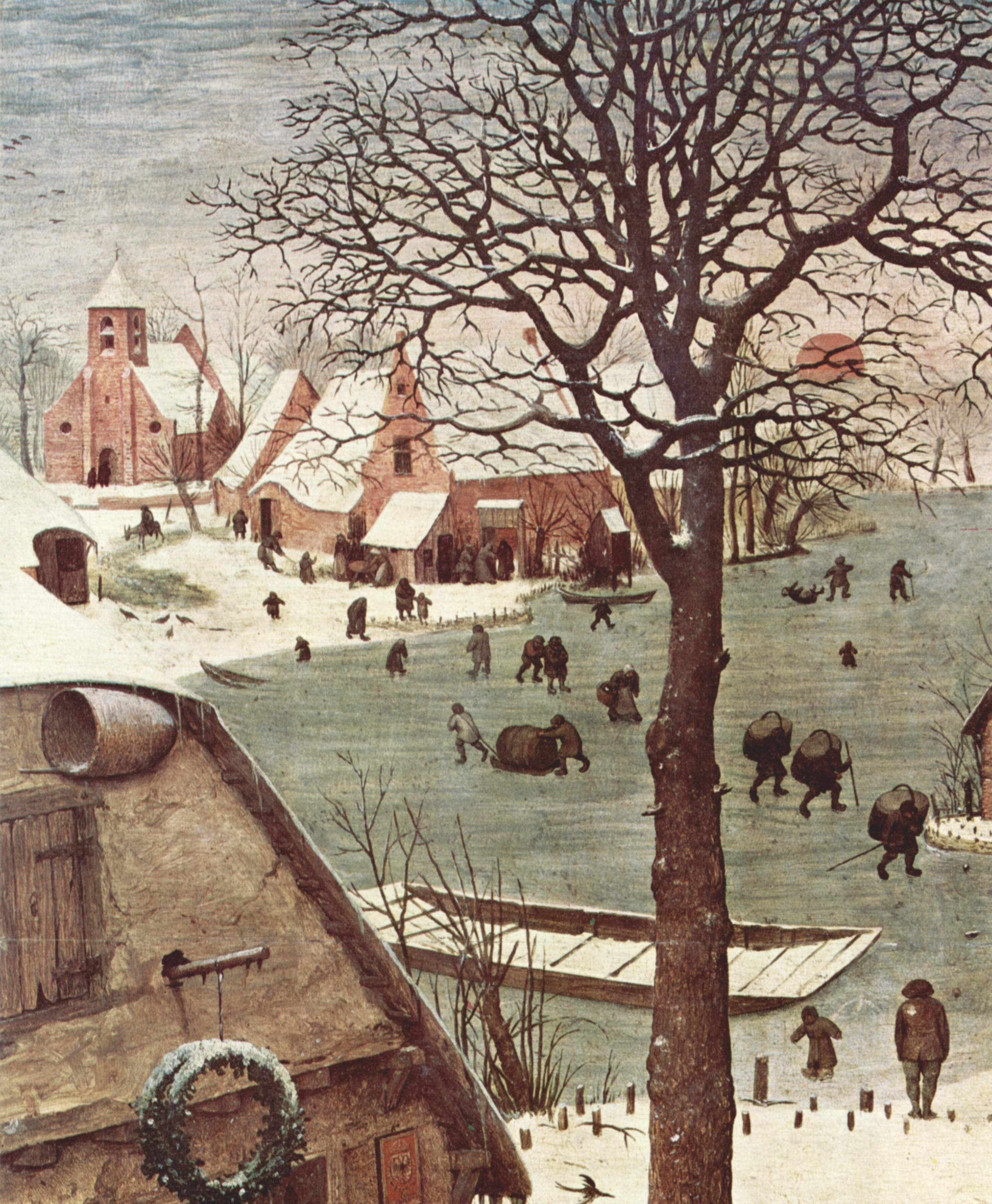
Widok na oberżę i kościół
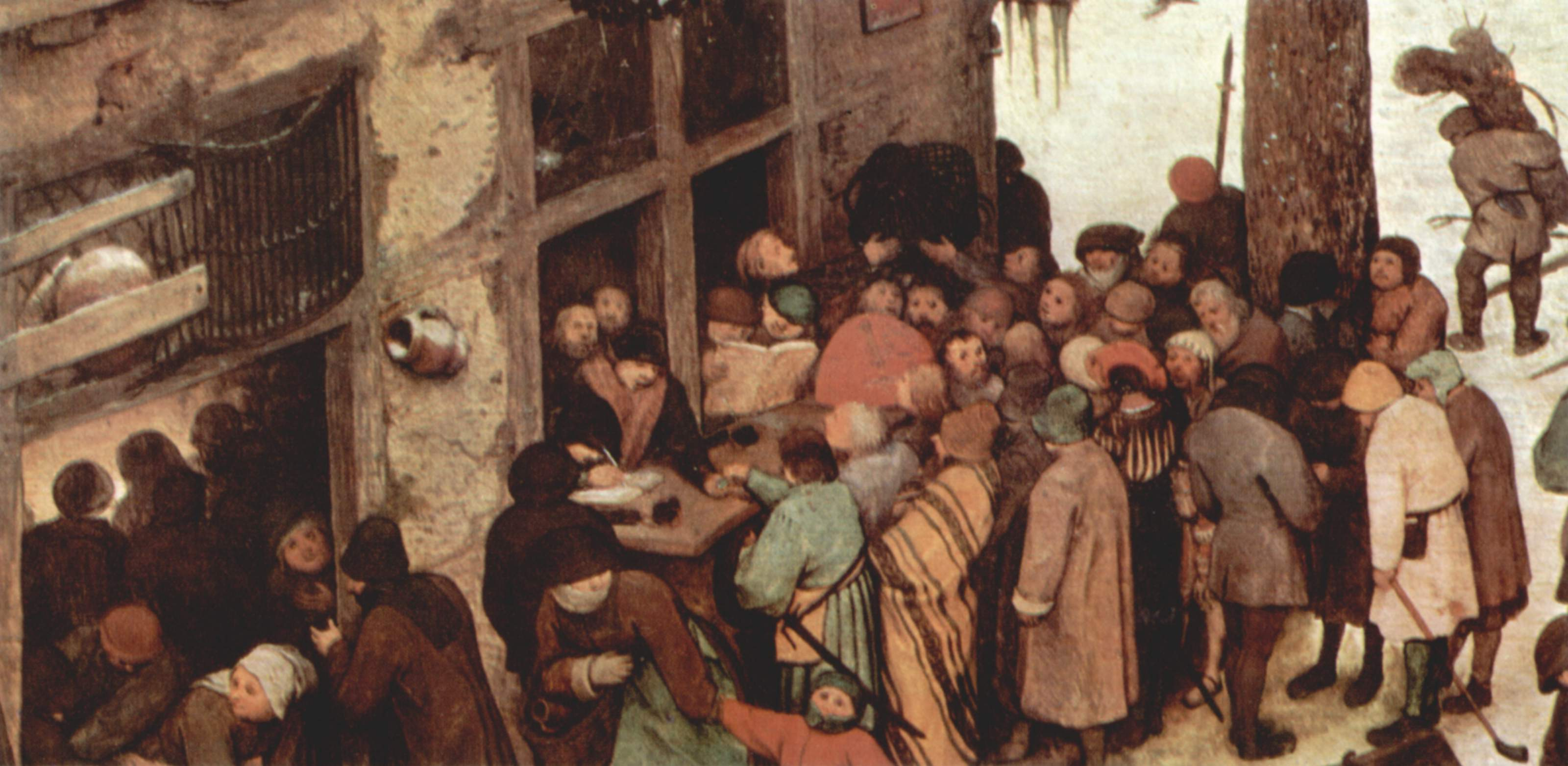
Scena spisu ludności i pobierania danin
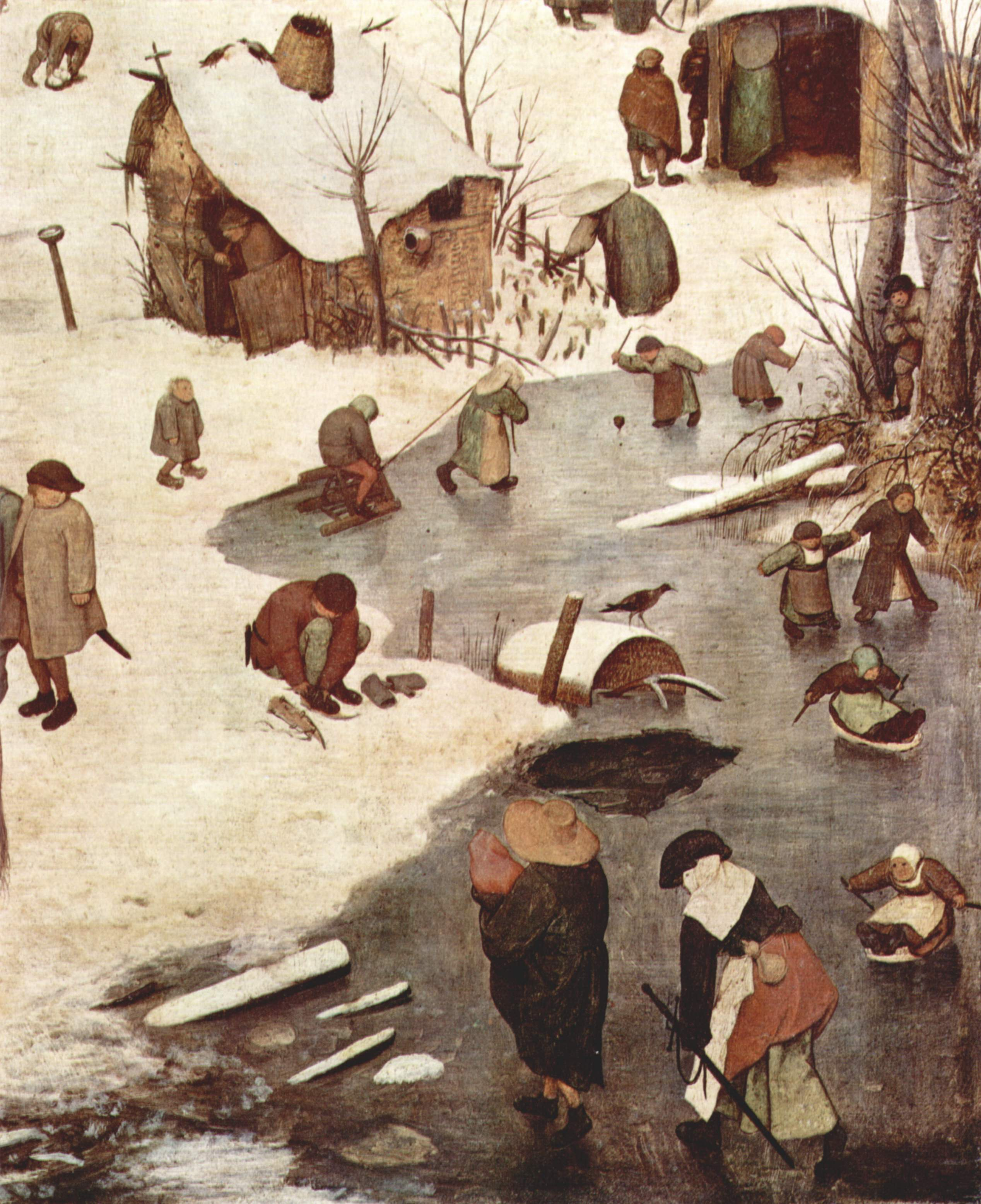
Zabawy dziecięce